# 阿帕契族

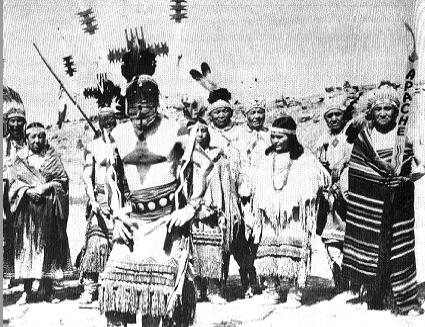
阿帕契族人

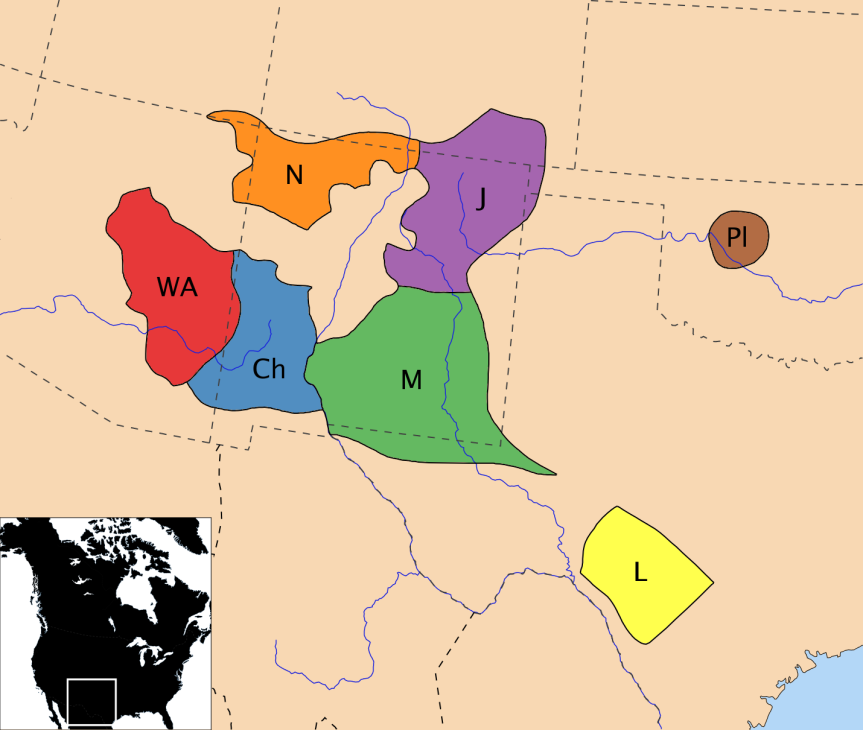
阿帕契族在18世紀的分佈圖

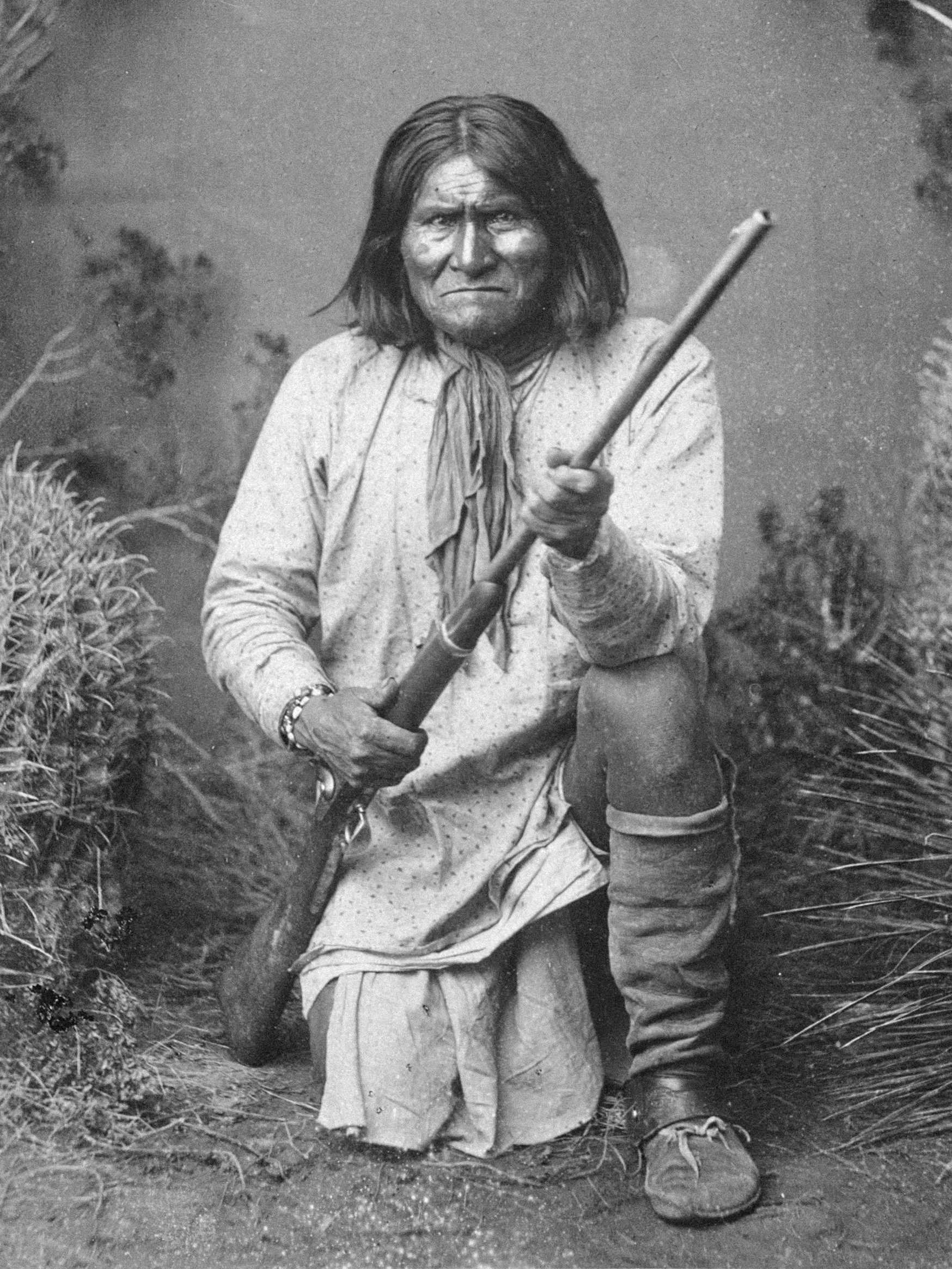
阿帕契族最著名的戰士-傑羅尼莫

阿帕契族（英語：Apache）是數個文化上有關連的大平原美國原住民部族的一個總稱，阿帕契族的語言是阿帕切語系。以現時的角度排除了有關的納瓦霍族，但納瓦霍族與其他阿帕契族在文化和語言上有關連，所以也被認為是阿帕契族。阿帕契人以前分散在亞利桑那州東部、墨西哥西北、新墨西哥、部分德克薩斯州及小部分在平原上。
阿帕契族之間在政治上只有少許一致。部族使用七種不同的語言。現在阿帕契族分類包括納瓦霍族、西阿帕契族、Chiricahua、Mescalero、Jicarilla、Lipan及Plains Apache（以前的Kiowa-Apache）。阿帕契族現時居住在奧克拉荷馬州、德克薩斯州以及亞利桑那州的保留地。納瓦霍族則居住在美國的一大片保留地。部分阿帕契人已經遷居到例如紐約等大都市。
阿帕契部族歷史上相當有勢力，與白人抗爭達數世紀。美軍在不同的衝突中發現他們是兇猛的戰士和有謀的軍事家。阿帕奇族是最后一个向美国政府投降的部落，最后一位首领是傑羅尼莫（1829年6月16日-1909年2月17日）。
美軍海豹六隊在2011年5月1日深夜在巴基斯坦阿伯塔巴德展開的追擊奥萨马·本·拉登代號就是「傑羅尼莫行動」。在1885年當年動用了超過5000名士兵去捉拿傑羅尼莫。後因遭到阿帕契族抗議，美軍將此行動改稱為「海神之矛行動」。

## 外部連結
- Tonto Apache Tribe (Arizona Intertribal Council)
- Yavapai-Apache Nation (Arizona Intertribal Council)
- White Mountain Apache Tribe (Arizona Intertribal Council)
- San Carlos Apache Tribe (Arizona Intertribal Council)
- official Yavapai-Apache Nation website
- about San Carlos Apache
- White Mountain Apache photographs
- photos, facts, opinions on White Mountain Apaches & the Fort Apache Reservation
- Puberty Ceremony of White Mountain Apaches (information & photo)
- US government's plan to exterminate Apaches
- Apache Language Sample （页面存档备份，存于）
- a nice bibliography from Kevin Reeve （页面存档备份，存于）
- Indians of Arizona (from History of Arizona) （页面存档备份，存于）
- The Apache (from History of Arizona) （页面存档备份，存于）